# Arnoldichthys spilopterus
Arnoldichthys spilopterus е вид лъчеперка от семейство Alestidae. Видът е уязвим и сериозно застрашен от изчезване.

## Разпространение
Разпространен е в Нигерия.

## Описание
На дължина достигат до 9,6 cm.